# Choral Public Domain Library
Choral Public Domain Library (CPDL) — архив нот хоровой и вокальной музыки, имеющихся в свободном доступе или иным образом доступных для бесплатного распечатки и исполнения (например, с разрешения владельца авторских прав).
Основан 1998 года Рафаэлем Орном (Rafael Ornes). Содержит ноты в форматах PDF, PS и TIFF, а также звуковые файлы в форматах MIDI и MP3. По состоянию на 2009 насчитывал свыше 11 000 нот более 1500 музыкантов, начиная от эпохи Возрождения.